# Donna Jean Godchaux
Donna Jean Thatcher Godchaux Mackay (Florence (Alabama), 22 augustus 1947) is een Amerikaans zangeres. Ze was tussen 1972 en 1979 zangeres van de groep Grateful Dead. Ze was van 1970 tot zijn dood in 1980 getrouwd met Keith Godchaux, toetsenist bij dezelfde band. Ook speelden ze samen in de band Keith and Donna Band.
Donna Jean Godchaux werd geboren in Sheffield, Alabama. In 1970 trouwde ze met Keith Godchaux. In 1971 introduceerde het echtpaar zichzelf aan Jerry Garcia na afloop van een concert. Keith Godchaux kende ook Betty Cantor-Jackson, een geluidstechnicus van Grateful Dead. Kort tijd later werden beiden lid van Grateful Dead, wat ze bleven tot februari 1979. Wat precies de reden is geweest van hun vertrek uit Grateful Dead is altijd onzeker geweest, maar zeker is wel dat zwaar drugsgebruik door zowel de Godchaux' als door andere leden van Grateful Dead een rol gespeeld heeft. Tot na de dood van Jerry Garcia in 1995 speelde Donna Jean Godchaux niet meer met de overige leden van Grateful Dead.
Donna Jean Godchaux deed vooral de back-up vocals. In 1975 maakte ze samen met haar man een album Keith and Donna. Op dit album was Jerry Garcia gastmuzikant als lid van de Keith and Donna Band. Als tegenprestatie speelden Keith en Donna Godchaux mee in de Jerry Garcia Band. Nadat Keith en Donna de Grateful Dead hadden verlaten, speelde het echtpaar in de groep Ghosts (later ging deze groep de Heart of Gold Band heten).
Kort na de dood van Keith bekeerde Donna Jean Godchaux zich tot het evangelische christendom. Ze hertrouwde later met Dave Mackay, een bassist.
- Bibsys: 10000901
- Gemeinsame Normdatei: 135510007
- International Standard Name Identifier: 0000 0000 3478 4764
- Library of Congress Control Number: n95048756
- MusicBrainz: 7a878eab-1b8a-4ff4-9a53-babb10e60971
- Nationale en Universitaire bibliotheek Zagreb: 000067548
- Virtual International Authority File: 9093032
- WorldCat: E39PBJxCwCbyyGr86xQ9P9Vgrq